# 大阪市立喜連東小学校
大阪市立喜連東小学校（おおさかしりつきれひがししょうがっこう）は、大阪府大阪市平野区にある公立小学校。
異年齢の交流や平和学習に力を入れている。地域の児童の急増により、1970年に大阪市立喜連小学校の分校として設置され、翌1971年に独立校となった。
分校ができた当時、喜連東小学校の校区の児童であっても、新2年生から新4年生までの児童だけが分校へ通うこととなった。

## 沿革
- 1970年 - 大阪市立喜連小学校の分校として設置。
- 1971年 - 大阪市立喜連小学校より分離開校。

## 通学区域
- 大阪市平野区 喜連東（3丁目の一部を除く）、長吉出戸1丁目の一部

卒業生は大阪市立喜連中学校に進学する。

## 交通・アクセス方法
- - Osaka Metro（谷町線）出戸駅より北西へ約800m

## 出身者
- 三倉茉奈・佳奈 - 双子の女優・タレント。同校を卒業。2017年10月18日放送（テレビ朝日）の「あいつ今何してる?」で紹介された。

## ギャラリー
- 講堂(2005年8月24日)
- 校内にある石碑
- 正門付近にある石碑